# Louis Liger-Belair
Pour les articles homonymes, voir Belair.
 (avril 2015).
Louis Liger-Belair, né le 11 juillet 1772 à Vendeuvre-sur-Barse dans l'Aube et mort le 4 décembre 1835 à Vosne-Romanée, en Côte-d'Or, est un général français de la Révolution et de l’Empire.

## Biographie

### Carrière sous la Révolution et le Consulat
Il entre en service le 12 janvier 1792, comme sous-lieutenant au 29e régiment d’infanterie de ligne. Le 27 août 1793 il passe capitaine adjudant-major à l’armée du Nord et participe à la guerre de Vendée. Avec la colonne infernale no 9 du général Cordellier et du général Crouzat, il participe au massacre des Lucs-sur-Boulogne le 28 février 1794. Le 16 août 1797 il prend les fonctions d’aide de camp du général Beurnonville, et il sert de 1797 à 1800 à l’armée du Nord et à l’armée d’Angleterre. Le 5 février 1799 il est nommé chef d’escadron à la suite au 3e régiment de hussards, et il est devient chef de brigade le 8 décembre 1799. Le 3 octobre 1803 il est affecté comme chef d’état-major de la division de cavalerie du général Tilly, et il rejoint le camp de Montreuil le 13 décembre 1803. Il est fait chevalier de la Légion d’honneur le 5 février 1804, et officier de l’ordre le 14 juin 1804.

### Général de l'Empire
Il participa à la campagne d’Autriche en 1805 et à celle de Prusse et de Pologne en 1806 et 1807. Le 8 novembre 1806, il signa pour la France la capitulation de Magdebourg, avant d'être promu général de brigade le 15 novembre 1806. Le 31 décembre suivant, il prit le commandement de la 1re brigade de la 2e division du 6e corps de la Grande Armée. À partir du 28 mars 1807, il commanda la ville de Malbork.
Le 18 mai 1808, Liger-Belair fut affecté à la 2e division d’infanterie du général Vedel au 2e corps d’observation de la Gironde, avec lequel il participa à la guerre d'Espagne. Le 5 juin, les habitants de Santa Cruz de Mudela prirent les armes et attaquèrent le contingent français qui vivait dans le village, tuant de nombreux soldats ; les survivants s'enfuirent vers le nord en direction de Valdepeñas pour rejoindre les troupes du général Roize, commandant le 2e corps d'observation de la Gironde sous le commandement en chef du général Dupont.
Roize demanda le renfort des troupes du général Liger-Belair qui se rendait en Andalousie. Le 6 juin 1808 avec 500 cuirassiers, 300 soldats, 250 dragons et 60 fantassins, ce dernier refusa de contourner la ville de Valdepeñas et voulut la traverser par sa rue principale. La population composée de paysans et de femmes se souleva et prit les armes avec tout ce qui lui tombait sous la main pour empêcher son passage. Le général Liger-Belair fit intervenir la cavalerie et les fantassins pour faire refluer les habitants dans leurs maisons auxquelles il ordonna de mettre le feu. L'incendie, qui dura trois jours, détruisit 500 maisons et presque la totalité de la ville. Ne pouvant plus la traverser, Liger-Belair envoya un émissaire, le lieutenant Maurice de Tascher, pour rencontrer le maire et trouver un accord pour arrêter les combats. En échange, les Français sans leurs armes pouvaient récupérer leurs morts et la ville pouvait être ravitaillée durant une journée.
Le soulèvement de Valdepeñas donna l'exemple à la ville voisine de Manzanares qui, le même jour, attaqua l'hôpital français installé dans le village, ce qui obligea les troupes françaises à quitter la province en attendant des renforts pour traverser l'Andalousie. La guérilla s'intensifia dans La Mancha. Le 7 juin 1808, les Français prirent Cordoue et la mirent à sac pendant quatre jours, suscitant après Valdepeñas une soif de vengeance dans toute l'Andalousie.
Ces événements conduisirent à la première défaite des armées napoléoniennes face aux troupes espagnoles à Bailén du 19 au 22 juillet 1808. Le général Liger-Belair, compris dans la capitulation du général Dupont, est fait prisonnier. De retour en France le 12 novembre suivant, il retourne en Espagne le 18 décembre pour prendre le commandement de la province de Vitoria. Il est créé baron de l'Empire le 10 février 1809, puis commande la brigade d’infanterie de la 1re division du 4e corps d’armée au mois d'avril. Il est nommé général de division le 31 juillet 1811 et prend la tête de la 2e division d’infanterie du 4e corps d’armée à partir du 1er septembre jusqu'au 1er octobre suivant.
En décembre 1811 il est de retour en France. Le 24 mars 1813 il est nommé commandant de la 3e division militaire, puis le 16 septembre suivant de la 18e division militaire. Après avoir quitté Dijon, il se réfugie à Auxerre qu'il juge indéfendable. Il est ensuite relevé de son commandement, remplacé par le général Allix et rappelé à Paris pour s’expliquer sur l’évacuation sans combat de Dijon le 19 janvier 1814 face aux troupes prussiennes lors de la campagne de France.

### Au service de la Restauration
Lors de la Première Restauration sous Louis XVIII, il est fait chevalier de Saint-Louis le 27 juin 1814 et commandeur de la Légion d’honneur le 23 août suivant. Au mois d’octobre, il obtient le commandement de la 4e division militaire à Nancy. Il ne prend aucun commandement pendant les Cent-Jours. Il est créé vicomte le 29 juillet 1819 et commandant de la 2e division militaire à Châlons-sur-Marne. Élevé à la dignité de grand officier de la Légion d'honneur le 24 août 1820, il est nommé comte par ordonnance royale du 1er avril 1823, lettres patentes du 12 avril 1823. Sous Charles X, il est fait grand-croix de Saint-Louis le 29 octobre 1826, puis devient gouverneur de la 13e division militaire en 1827. Admis à la retraite le 13 août 1832, il meurt le 4 décembre 1835 à Vosne-Romanée.

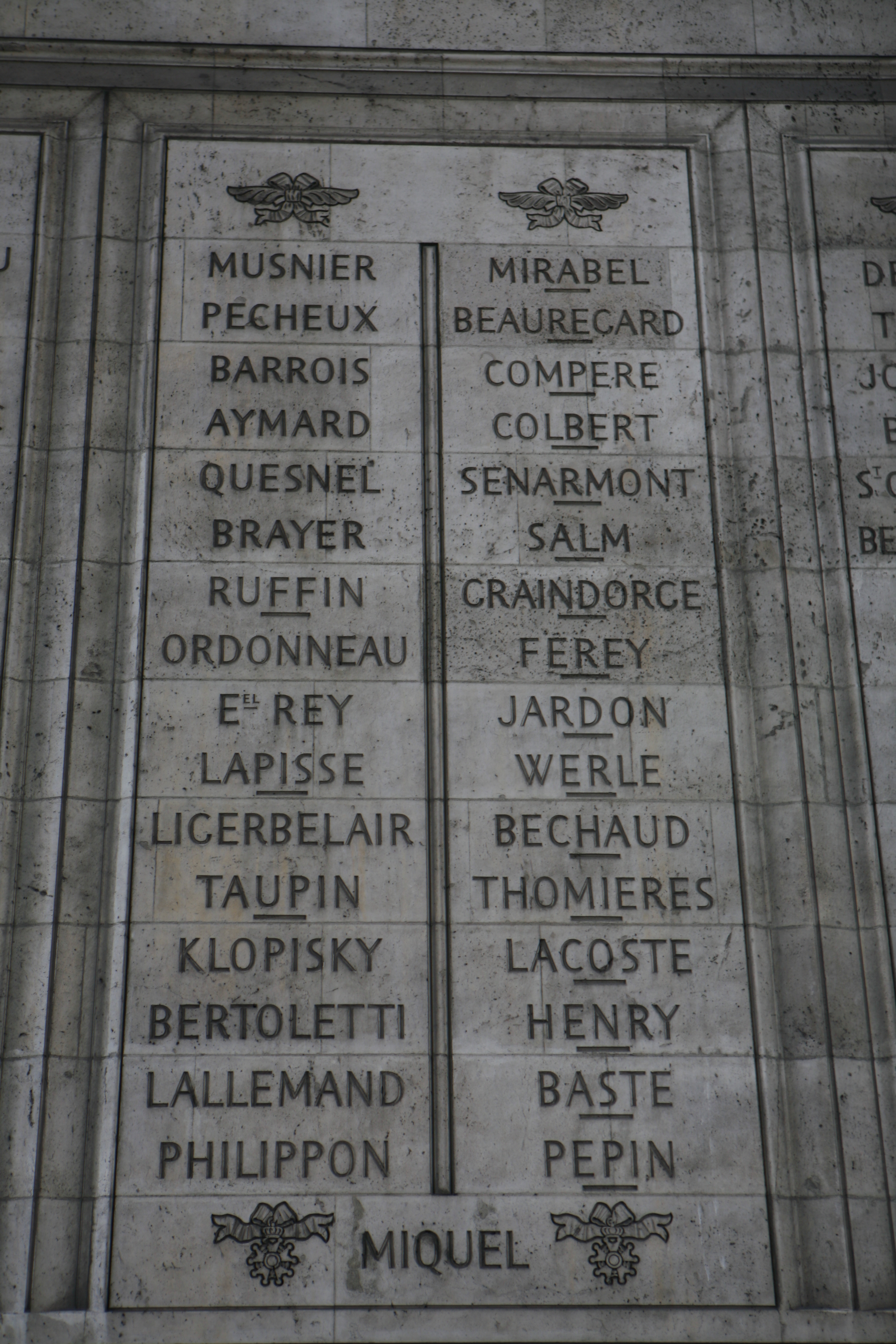
Noms gravés sous l'arc de triomphe de l'Étoile 1836 : pilier Ouest, 37e et.

## Dotation
- Le 17 mars 1808, donataire d’une rente de 4 000 francs sur les biens réservés en Westphalie.

## Armoiries

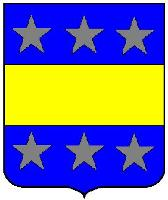

Armoiries attribuées par Lettres patentes du 24 juin 1819 d'après celles octroyées en 1750 à  Louis-Nicolas Liger-Belair (°1687 †1752), premier médecin à la cour de Wurttemberg et grand-oncle de Louis Liger-Belair.

## Sources
- (en) « Generals Who Served in the French Army during the Period 1789 - 1814: Eberle to Exelmans »
- Archives de la ville de Nantes – décès an 2, Section Lepelletier et Beaurepaire, cote 1E57, pages 113,114/169 - Actes de décès de la Ville de Nantes, année 1794, signature Liger-Belair, Adjudant Major, vingt neuvième régiment d'infanterie.
- Nicolas Delahaye, Les 12 Colonnes Infernales de Turreau, Pays et Terroir, 1995
- Louis Liger-Belair  sur roglo.eu
- « Cote LH/1640/52 - Archives Nationales site de Paris- cote LH/1640/52, vues no 14/17. », base Léonore, ministère français de la Culture

- (es) Cet article est partiellement ou en totalité issu de l’article de Wikipédia en espagnol intitulé « Contienda de Valdepeñas » (voir la liste des auteurs).
- « La noblesse d’Empire » (consulté le 28 avril 2014)
- Georges Six, Dictionnaire biographique des généraux & amiraux français de la Révolution et de l'Empire (1792-1814) Paris : Librairie G. Saffroy, 1934, 2 vol.
- (pl) « Napoléon.org.pl »
- Antoine Jay, Etienne de Jouy et Jacques Marquet de Norvins, Biographie nouvelle des contemporains ou dictionnaire historique et raisonné de tous les hommes qui, depuis la Révolution française ont acquis de la célébrité par leurs actions…, tome 12, Paris, librairie historique, janvier 1823, 514 p. (lire en ligne), p. 23.
- Vicomte Révérend, Armorial du Premier Empire, tome 3, Honoré Champion, libraire, Paris, 1897, p. 135.